# Yoshinogari, Saga
Yoshinogari (吉野ヶ里町 Yoshinogari-chō) là một thị trấn thuộc huyện Kanzaki, Saga, Nhật Bản.